# Русаков, Андрей Николаевич
Андре́й Никола́евич Русако́в (22 марта 1923, Свердловск — 20 января 1991, Свердловск) — советский футболист, игрок в хоккей с шайбой и с мячом, полузащитник.

## Биография
Окончил Свердловский техникум физической культуры (1942).
Участник Великой Отечественной войны, в Красной Армии с 1942 года. Лейтенант, командир миномётного взвода. Воевал на Волховском, 2-м и 3-м Украинских фронтах. Награждён Орденом Красной Звезды (21.05.1945), Орденом Отечественной войны I степени (06.11.1985), медалями.
В футболе выступал за свердловские «Динамо» и «Авангард», молотовские «СК им. И. В. Сталина» и Команду г. Молотова. Не менее трёх сезонов провёл в классе «Б». Также выступал за команды по хоккею с мячом в низших лигах.
В хоккее с шайбой играл за свердловские «Динамо» и «Спартак». В составе «Динамо» провёл 4 сезона (1949—1953) в высшей лиге.
После окончания игровой карьеры более 20 лет работал тренером-преподавателем в УПИ. Неоднократно приводил команду института к призовым местам в региональных и республиканских соревнованиях ДСО «Буревестник».
Скончался в Свердловске 20 января 1991 года на 68-м году жизни. Похоронен на Широкореченском кладбище. Занесён в книгу памяти Министерства спорта Свердловской области под № 67.